# Jan Rabas
Jan Rabas (25. května 1871 Polánky – 1954 Hradec Králové) byl významný kovář, který působil především v Hradci Králové.

## Život
Po studiu Odborné školy pro umělecké zámečnictví v Hradci Králové odešel Jan Rabas do Prahy, kde byl zaměstnán u společnosti Emil Klingenstein, poté do Vídně, kde pracoval u společnosti Valerian Gillar, a pak do Mnichova do dílny Reinhold Kirsch. Od počátku 20. století pak působil v Hradci Králové. Dílnu provozoval v Pospíšilově 314/21, kde si nechal v roce 1904 na základě architektonického návrhu Václava Rejchla st. vystavět jednopatrový domek (zatímco barevné girlandy pod atikou jsou obnoveny podle původního vzoru, nápis Jan Rabas není původní).
V roce 1935 předal Jan Rabas svoji živnost synu Ladislavovi.

## Dílo
- Wiplerova vila, Vieweghova vila a vila Morušovka (1902–04)[1][2][3][4][5][6][7] – zábradlí, branky, oplocení, korouhve, interiérové kované prvky – spolupráce s architektem Václavem Rejchlem st.
- Okresní dům (1903–04)[1] – lustry v zasedací místnosti[8], kovaná vrata podle návrhu Jana Kotěry
- Klumparova vila (1905–06) [1] – interiérová mříž ve vestibulu, schodišťové zábradlí, na vnitřním portálu je umístěna Rabasova vizitka – spolupráce s architektem Václavem Rejchlem st.
- Budova průmyslového muzea, dnešního Muzea východních Čech (1909–13) [1] – osvětlovací tělesa, mosazné madlo pro hlavní schodiště, zábradlí kolem šachet budovy, mříže do oken suterénu, konzolové věšáky do šatny – spolupráce s architektem Janem Kotěrou
- Záložní úvěrový ústav (1910–12)[1] – kovářské a zámečnické prvky kromě firmy Jana Rabase dodávala také firma Ilji Raduloviče – spolupráce s projektantem Otakarem Nekvasilem (Václavem Nekvasilem[9])
- evangelický kostel (1911–12)[10] – hlavní lustr a nástěnná svítidla – spolupráce s architektem Oldřichem Liskou
- hotel U Beránka v Náchodě (1912)[1] – dodávka zábradlí společně s firmou Radulovič

## Galerie

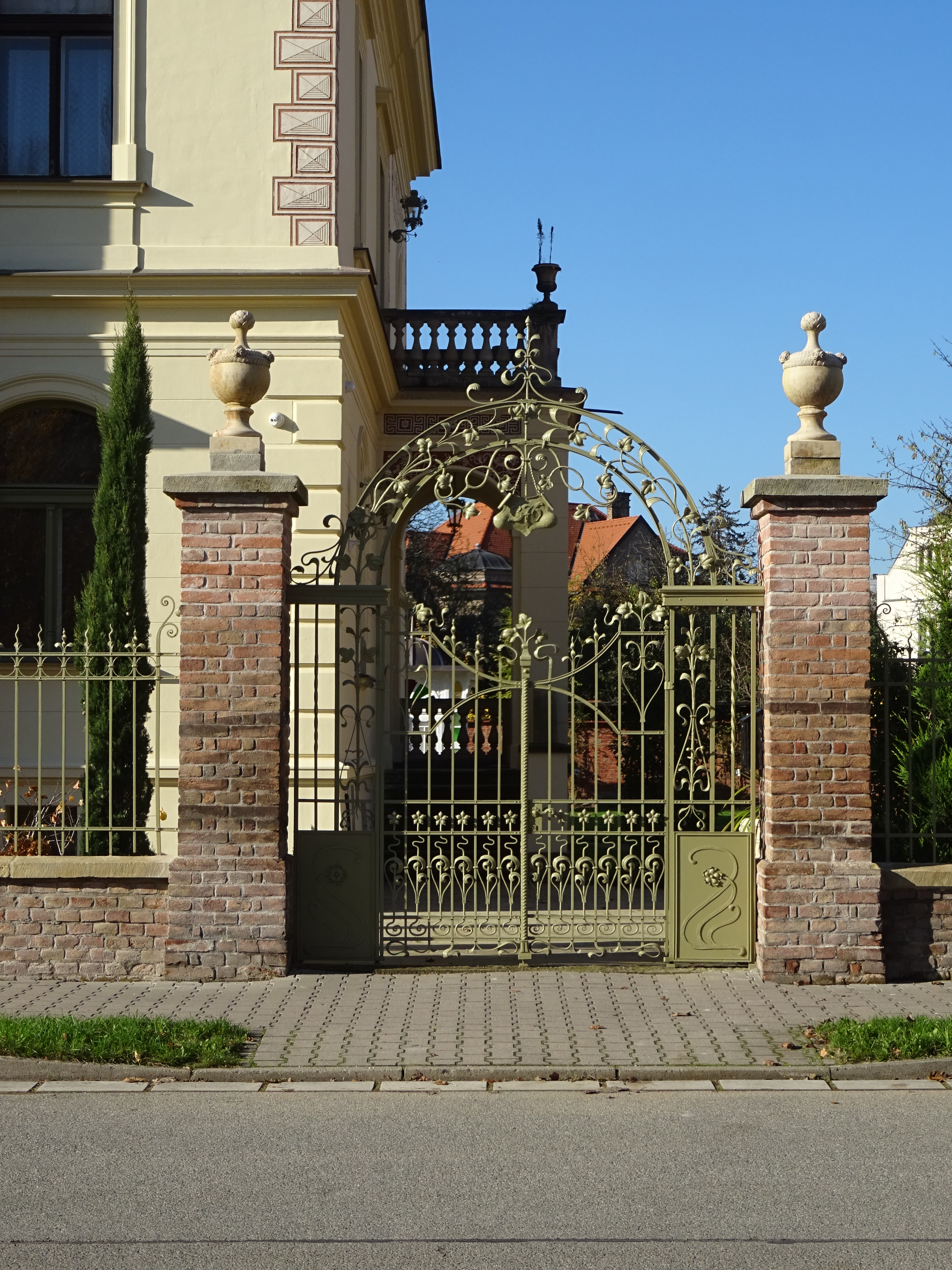
Kovaná brána Wiplerovy vily
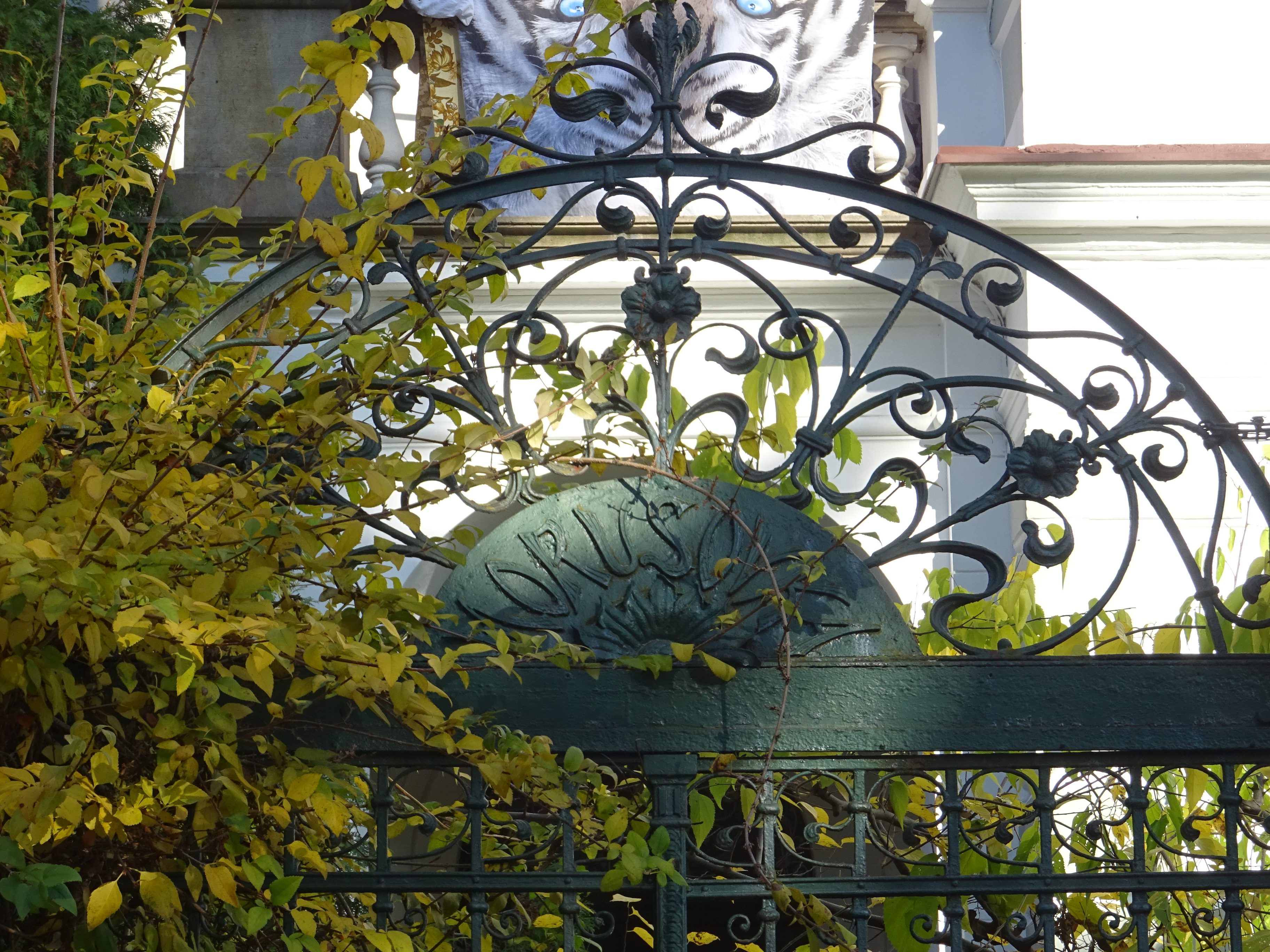
Detail branky vily Morušovka
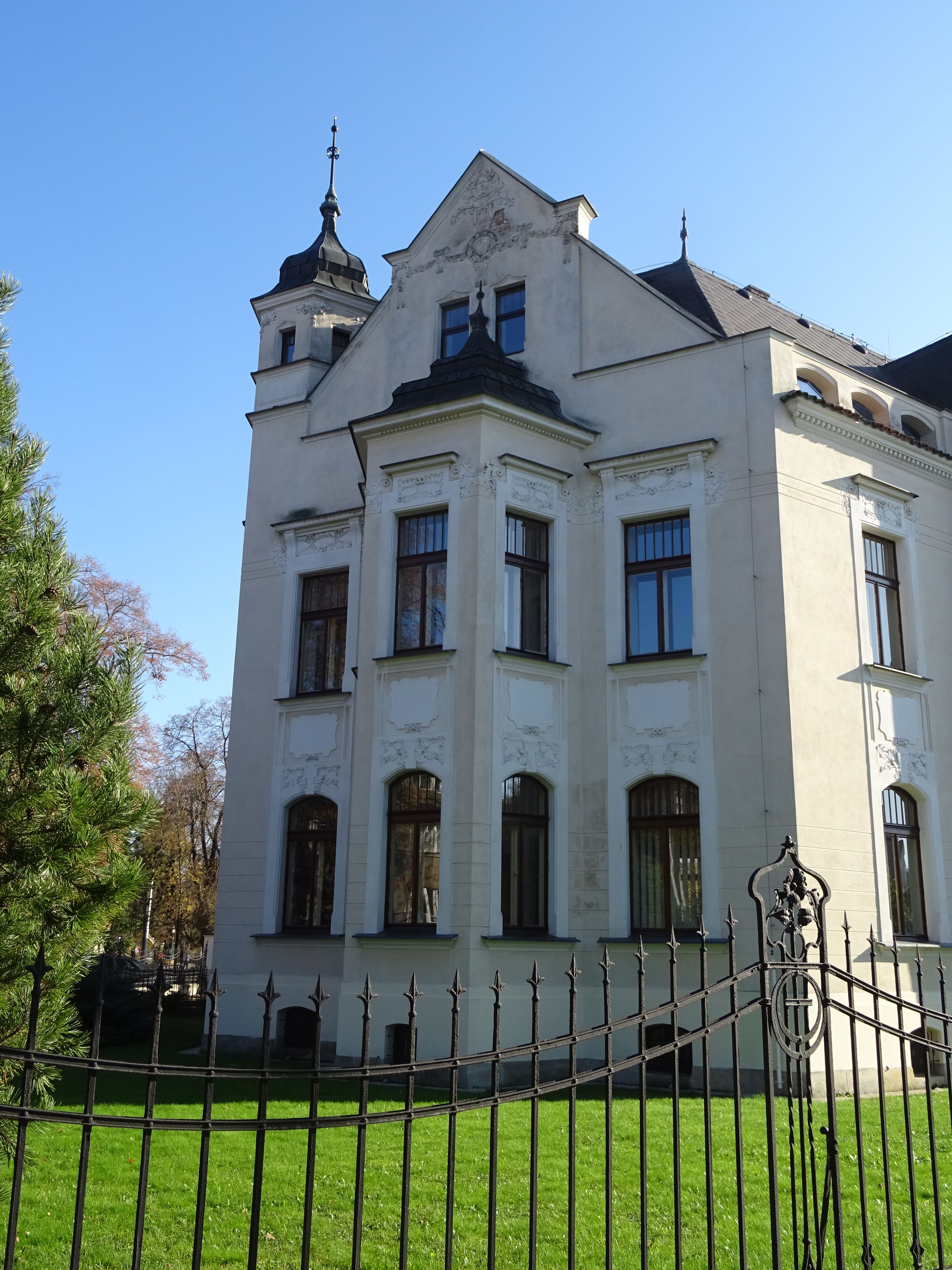
Kované oplocení Klumparovy vily
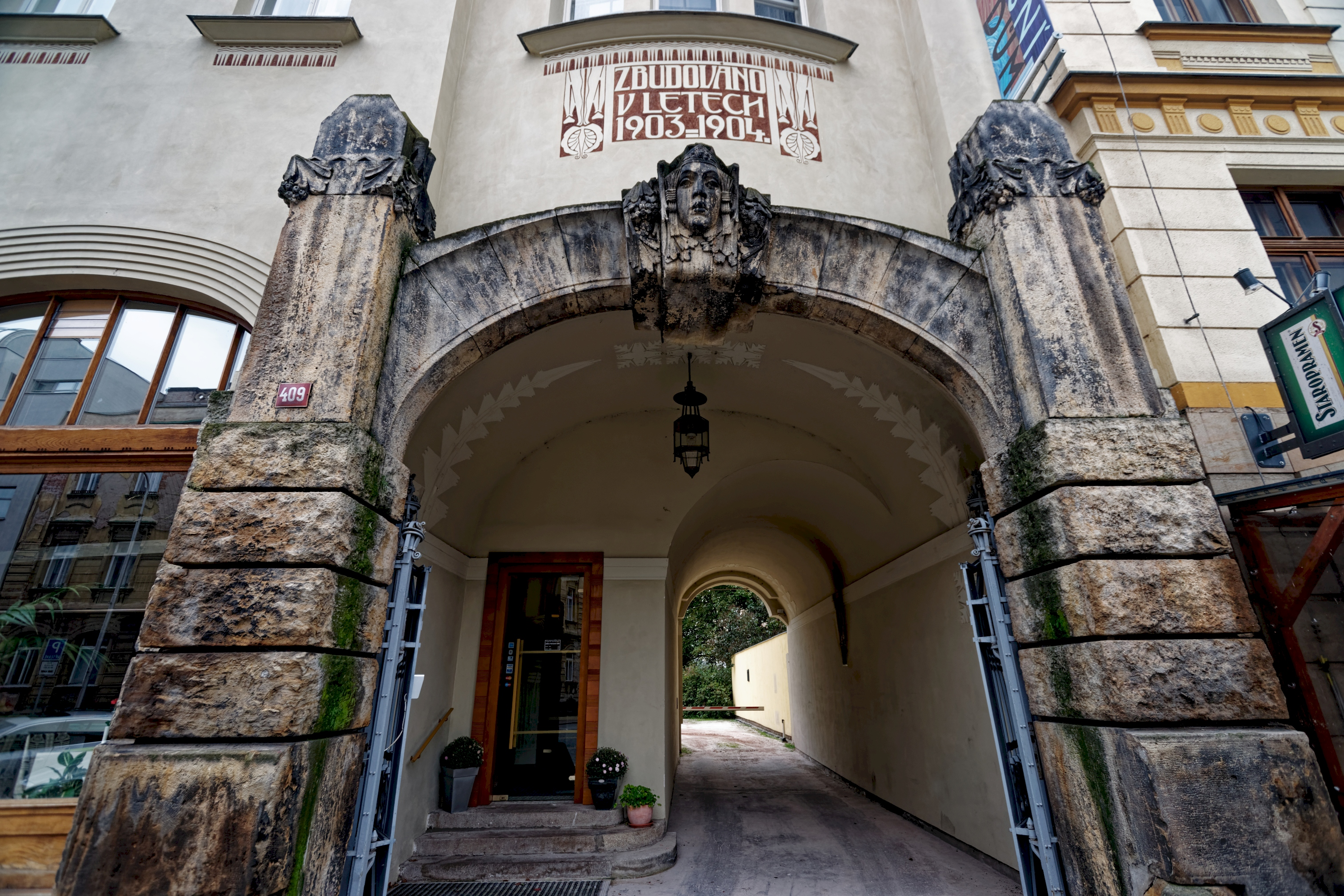
Kovaná mříž ve vstupním portálu Okresního domu